# NGC 2230
NGC 2230 est une vaste galaxie lenticulaire relativement éloignée et située dans la constellation de la Dorade. NGC 2230 a été découverte par l'astronome britannique John Herschel en 1834.

## Caractéristiques
Sa vitesse par rapport au fond diffus cosmologique est de 8 161 ± 11 km/s, ce qui correspond à une distance de Hubble de 120,3 ± 8,4 Mpc (∼392 millions d'al).
À ce jour, deux mesures non basées sur le décalage vers le rouge (redshift) donnent une distance de 96,450 ± 10,667 Mpc (∼315 millions d'al), ce qui est à l'extérieur mais compatible avec les valeurs de la distance de Hubble. Notons cependant que c'est avec la valeur moyenne des mesures indépendantes, lorsqu'elles existent, que la base de données NASA/IPAC calcule le diamètre d'une galaxie et qu'en conséquence le diamètre de NGC 2230 pourrait être d'environ 64,0 kpc (∼209 000 al) si on utilisait la distance de Hubble pour le calculer. 

## Triplet de galaxies
NGC 2229, NGC 2230 et NGC 2235 font partie d'un triplet de galaxies. NGC 2230 en est le membre le plus rapproché.